# Shelley Long
Shelley Lee Long (Fort Wayne, 1949. augusztus 23. –) Primetime Emmy- és kétszeres Golden Globe-díjas amerikai színésznő, énekesnő, humorista. Legismertebb szerepe Diane Chambers a Cheers című vígjátéksorozatból, amiért öt Emmy-díjra jelölték. Két Golden Globe-díjat nyert a szerep révén. Újból eljátszotta Diane Chambers szerepét a Frasier – A dumagép című spin-off sorozatban. Ő alakítja DeDe Pritchett karakterét a Modern család című vígjátéksorozatban.

## Élete
1949. augusztus 23-án született az indianai Fort Wayne-ben, 
Ivadine és Leland Long gyermekeként.
A South Side High School tanulójaként érettségizett, tanulmányait a Northwestern Universityn folytatta, de kilépett, hogy színészi karriert folytasson. Először reklámfilmekben tűnt fel.

## Magánélete
Long első férje Ken Solomon volt. 1979-ben ismerkedett meg második férjével, Bruce Tysonnal. 1981-ben házasodtak össze. Egy gyermekük született, Juliana. 2003-ban külön váltak, majd 2004-ben elváltak.

## Filmográfia

### Filmek
| Év   | Cím                                                              | Szerep                      | Magyar hangja                                                          |
| ---- | ---------------------------------------------------------------- | --------------------------- | ---------------------------------------------------------------------- |
| 1978 | That Thing on ABC                                                | előadó                      |                                                                        |
| 1979 | Összetörtek szanatóriuma (The Cracker Factory)                   | Cara                        | Pap Vera                                                               |
| 1979 | Young Guy Christian                                              | Mia Mishugi                 |                                                                        |
| 1979 | The Dooley Brothers                                              | Lucy Bennett                |                                                                        |
| 1980 | A Small Circle of Friends                                        | Alice                       |                                                                        |
| 1980 | Ghost of Chance                                                  | Jenny Clifford              |                                                                        |
| 1980 | The Promise of Love                                              | Lorraine                    |                                                                        |
| 1981 | Barlangember (Caveman)                                           | Tala                        | n.a                                                                    |
| 1981 | The Princess and the Cabbie                                      | Carol                       |                                                                        |
| 1982 | Éjszakai műszak (Night Shift)                                    | Belinda Keaton              | 1. magyar változat: Orosz Helga 2. magyar változat: Balázs Ágnes       |
| 1982 | A szerelemben vesztes (Losin' It)                                | Kathy                       | Herczeg Csilla                                                         |
| 1984 | Kibékíthetetlen ellentétek (Irreconcilable Differences)          | Lucy Van Patten Brodsky     | Kiss Erika                                                             |
| 1986 | Pénznyelő (The Money Pit)                                        | Anna Crowley                | 1. magyar változat: Jani Idikó 2. magyar változat: Hámori Eszter       |
| 1987 | Szemérmetlen szerencse (Outrageous Fortune)                      | Lauren                      | Hegyi Barbara                                                          |
| 1987 | Hello Again                                                      | Lucy Chadman                |                                                                        |
| 1989 | Az agyoncsapat (Troop Beverly Hills)                             | Phyllis Nefler              | Vándor Éva                                                             |
| 1990 | Voices Within: The Lives of Truddi Chase                         | Truddi Chase                |                                                                        |
| 1990 | A szerelem Harley Davidsonon érkezik (Don't Tell Her It's Me)    | Lizzie Potts                | 1. magyar változat: Kocsis Mariann 2. magyar változat: Keönch Anna     |
| 1992 | Baby bank (Frozen Assets)                                        | Dr. Grace Murdock           | Ábrahám Edit                                                           |
| 1992 | Eltemetett emlékek (Fatal Memories)                              | Eileen Franklin Lipsker     | n.a                                                                    |
| 1992 | A Message from Holly                                             | Kate                        |                                                                        |
| 1993 | Basic Values: Sex, Shock & Censorship in the 90's                | Fay Sommmerfield            |                                                                        |
| 1994 | Count on Me                                                      | ?                           |                                                                        |
| 1995 | The Women of Spring Break                                        | Anne                        |                                                                        |
| 1995 | A Brady család (The Brady Bunch Movie)                           | Carol Brady                 | 1. magyar változat: Kovács Nóra 2. magyar változat: Kisfalvi Krisztina |
| 1995 | Freaky Friday                                                    | Ellen Andrews               |                                                                        |
| 1996 | A Very Brady Sequel                                              | Carol Brady                 |                                                                        |
| 1996 | Susie Q – A kamasz angyal (Susie Q)                              | Penny Sands                 | Csere Ágnes                                                            |
| 1996 | A Different Kind of Christmas                                    | Elizabeth Glass             |                                                                        |
| 1997 | Melinda: First Lady of Magic                                     | édesanya                    |                                                                        |
| 1998 | The Adventures of Ragtime                                        | Sam                         |                                                                        |
| 1999 | Vanished Without a Trace                                         | Elizabeth Porterson         |                                                                        |
| 1999 | Száncsengő (Jingle Bells)                                        | anya (hangja)               | Kiss Erika                                                             |
| 2000 | Dr. T és a nők (Dr T and the Women)                              | Carolyn                     | Csere Ágnes                                                            |
| 2002 | The Brady Bunch in the White House                               | Carol Brady                 |                                                                        |
| 2002 | Rabold el a télapót! (The Santa Trap)                            | Molly Emerson               | Kiss Erika                                                             |
| 2006 | Szerelmem a szomszédom (Falling in Love with the Girl Next Door) | Betsy Lucas                 | Koffler Gizella                                                        |
| 2006 | Nászút az anyámmal (Honeymoon with Mom)                          | Marla (az anya)             | Kovács Nóra                                                            |
| 2007 | Trust Me                                                         | Mitzi Robinson              |                                                                        |
| 2009 | Ice Dreams                                                       | Harriet Clayton             |                                                                        |
| 2011 | Kamupasi (Holiday Engagement)                                    | Meredith Burns              |                                                                        |
| 2011 | Pizza Man                                                        | Mrs Burns                   |                                                                        |
| 2012 | Zombie Hamlet                                                    | Shine Reynolds              |                                                                        |
| 2012 | Édes, mint az eper (Strawberry Summer)                           | Eileen Landon               | n.a                                                                    |
| 2012 | A vőfélynek annyi (Best Man Down)                                | Gail                        | Andresz Kati                                                           |
| 2012 | The Dog Who Saved the Holidays                                   | Barbara néni / reptéri cica |                                                                        |
| 2012 | Merry In-Laws                                                    | Mrs Claus                   |                                                                        |
| 2013 | The Wedding Chapel                                               | Jeanie Robertson            |                                                                        |
| 2013 | Kutya egy ünnep (Holiday Road Trip)                              | Cynthia                     | Menszátor Magdolna                                                     |
| 2014 | Love Again                                                       | Nona                        |                                                                        |
| 2017 | Different Flowers                                                | Mildred nagymama            |                                                                        |
| 2018 | Christmas in the Heartland                                       | Judy Wilkins                |                                                                        |
| 2021 | The Cleaner                                                      | Sharon Enderly              |                                                                        |

### Televíziós sorozatok
| Év        | Cím                                                                                     | Szerep               | Évad (S) és/vagy epizód (E) száma |
| --------- | --------------------------------------------------------------------------------------- | -------------------- | --------------------------------- |
| 1978      | Szerelemhajó (The Love Boat)                                                            | Heather McKenzie     | S1E20                             |
| 1979      | Family                                                                                  | Joan Phillips        | S4E13                             |
| 1979      | Trapper John, M.D.                                                                      | Lauren               | S1E05                             |
| 1980      | MASH                                                                                    | Mendenhall százados  | S8E16                             |
| 1982–93   | Cheers                                                                                  | Diane Chambers       | főszereplő (123 epizód)           |
| 1993–94   | Good Advice                                                                             | Susan DeRuzza        | 19 epizód                         |
| 1994–2001 | Frasier – A dumagép (Frasier)                                                           | Diane Chambers       | S2E09, S3E14, S9E01–E02           |
| 1995      | Lois és Clark: Superman legújabb kalandjai Lois & Clark: The New Adventures of Superman | Lucille Newtrich     | S3E07                             |
| 1995–96   | Murphy Brown                                                                            | Dottie Wilcox        | S8E11, S9E04                      |
| 1996      | Louie élete (Life with Louie)                                                           | Sally Tubbs (hangja) | S1E11                             |
| 1996      | Boston Common                                                                           | Louise Holmes        | S2E07                             |
| 1998      | Sabrina, a tiniboszorkány (Sabrina the Teenage Witch)                                   | a gonosz boszorkány  | S2E16                             |
| 1998      | Kelly Kelly                                                                             | Kelly Novack         | S1E01–E07                         |
| 1998      | Halálbiztos diagnózis (Diagnosis Murder)                                                | Kay Ludlow           | S6E07                             |
| 1998      | Viva Variety                                                                            | vendég               | S3E04                             |
| 1999      | Chicken Soup for the Soul                                                               | tanárnő              | ?                                 |
| 2000      | Beggars and Choosers                                                                    | Pamela Marston       | S1E20                             |
| 2003      | Pimaszok, avagy kamaszba nem üt a mennykő (8 Simple Rules)                              | Mary Ellen Doyle     | S1E26                             |
| 2003      | Strong Medicine                                                                         | Lauren Chase         | S4E12                             |
| 2004      | Isteni sugallat (Joan of Arcadia)                                                       | Miss Candy           | S1E21                             |
| 2004–05   | Rém rendetlen család (Complete Savages)                                                 | Judy                 | S1E10, S1E18                      |
| 2005      | Boston Legal – Jogi játszmák (Boston Legal)                                             | Miriam Watson        | S1E17                             |
| 2005      | Igen, drágám! (Yes, Dear)                                                               | Margaret             | S5E07                             |
| 2009–18   | Modern család (Modern Family)                                                           | DeDe Pritchett       | nyolc epizód                      |
| 2010      | Family Guy                                                                              | Carol Brady (hangja) | S9E02                             |
| 2011      | Retired at 35                                                                           | Ginny                | S1E02                             |
| 2011      | Zsenipalánták (A.N.T. Farm)                                                             | Mrs Busby            | S1E11                             |
| 2012      | Elcserélt lányok Switched at Birth                                                      | Rya Bellows          | S1E20                             |
| 2015      | Instant anyu (Instant Mom)                                                              | ?                    | S3E05                             |
| 2017–18   | Milo Murphy törvénye (Milo Murphy's Law)                                                | Murphy nagymama      | S1E20, S2E10                      |